# Livello Bonarelli
Il livello Bonarelli (ovvero orizzonte Bonarelli), in inglese Bonarelli Level, nella letteratura scientifica conosciuto anche come Cenomanian–Turonian Oceanic Anoxic Event (OAE 2), è così chiamato dal nome del geologo Guido Bonarelli (1871-1951), che per primo lo individuò nel 1891 e quindi lo descrisse con maggiore dettaglio, mettendone in rilievo l’importanza ai fini petroliferi, nel 1901. Si tratta di un livello bituminoso composto da sedimenti prevalentemente argillosi e siltosi, di colore nerastro, con basso tenore in carbonato di calcio, ricchi di silice (derivata dalla deposizione di scheletri di Radiolari) e con abbondante materia organica. Questo livello, ben riconoscibile entro le sequenze sedimentarie in cui si rinviene e generalmente presentante uno spessore tra i 45 e i 200 cm, è datato al Cretaceo superiore (tardo Cenomaniano-Turoniano basale).

## Evento anossico
L'evento anossico Bonarelli, o evento anossico del Cenomaniano-Turoniano (noto nella letteratura scientifica in lingua inglese con la sigla OAE 2, acronimo di Oceanic Anoxic Event 2) o estinzione del Cenomaniano-Turoniano, è stato il secondo dei due eventi di estinzione del periodo Cretacico; il primo dei due eventi è chiamato evento di Selli, abbreviato in OAE 1 e datato al periodo Aptiano.
L'OAE 2 è stato datato da alcuni autori a 91,5 ± 8,6 milioni di anni fa (Ma), mentre altri lo datano a 93–94 Ma. Nel 2012 l'accuratezza della datazione è stata rifinita in 93,9 ± 0,15 Ma

## Descrizione
Il livello è stato riconosciuto in Italia dalla Lombardia (dove si intercala entro le torbiditi e le emipelagiti del Flysch Lombardo) all'Appennino Centrale (Marche, Umbria e Abruzzo), dove risulta compreso nella successione calcareo-marnosa emipelagica della Scaglia Bianca. Livelli con caratteristiche analoghe e correlabili come età sono conosciuti anche in Nord Africa, Spagna, America Centrale, e nei sedimenti oceanici del Nord Atlantico. Il livello Bonarelli costituisce quindi, nonostante l'esiguità dello spessore, un livello guida stratigrafico (in inglese stratigraphic marker) di notevole estensione regionale.
Il livello Bonarelli costituisce l'espressione sedimentaria di un evento anossico di primaria importanza.
Rappresenta un evento paleo-oceanografico di stratificazione delle acque, con stagnazione e assenza di ossigenazione sul fondale marino. Queste condizioni portavano alla formazione di idrogeno solforato per decomposizione della materia organica. Il conseguente sviluppo di un ambiente sedimentario a pH acido causava la dissoluzione dei carbonati: a conferma di questa interpretazione non si rinvengono nel livello fossili di organismi aventi gusci calcarei come i Foraminiferi e le Ammoniti, che solitamente sono rinvenibili nei sedimenti marini coevi. Tendevano invece a concentrarsi ed a sedimentare per decantazione la silice (derivante da scheletri di Radiolari, ora riempiti da calcedonio e da materiale di origine vulcano-clastica) e l'argilla. La frazione siltosa osservabile è attribuibile all'apporto detritico fine da parte di correnti torbide molto diluite.
I dati chimici ed in particolare quelli determinati sulla frazione di materiale clastico inferiore a 10 micron attesterebbero la presenza di apporti vulcanici e una origine in parte vulcanoclastica dei sedimenti del "livello Bonarelli". I tenori medi in silice (intorno al 71%), in alluminio (9,5%) e la scarsezza di elementi ferromagnesiaci, di calcio e di manganese, denoterebbero inoltre un magmatismo di tipo acido. La presenza di radiolari sarebbe a sua volta legata alla ricchezza in silice dell'ambiente determinata dalla sedimentazione di materiale vulcanico acido.
Per la presenza di queste condizioni di sedimentazione, favorevoli alla fossilizzazione delle parti molli degli organismi viventi, il livello è spesso ricco di resti fossili di vegetali, pesci e talora rettili.
Le cause di questo evento sedimentario sono tuttora dibattute: l'opinione prevalente degli studiosi è che tale episodio sia da attribuire a variazioni nella circolazione delle correnti oceaniche (analogamente ad altri livelli del Cretaceo con caratteristiche simili). Tali variazioni sono probabilmente collegabili tanto a fattori climatici a livello globale, quanto a variazioni fisiografiche su larga scala (cioè variazioni nella distribuzione delle terre emerse e dei fondali oceanici), queste ultime conseguenti all'apertura progressiva dell'Oceano Atlantico nel Cretaceo Superiore.